# Potok (Łódź)
Potok [ˈpɔtɔk] es un pueblo ubicado en el distrito administrativo de Gmina Złoczew, dentro del Distrito de Sieradz, Voivodato de Łódź, en Polonia central. Se encuentra aproximadamente a 4 kilómetros al noreste de Złoczew, a 20 kilómetros al suroeste de Sieradz, y a 69 kilómetros al suroeste de la capital regional Łódź.
El pueblo tiene una población de 190 habitantes.